# Ready to Fly
Ready to Fly es el cuarto álbum de estudio de la banda neozelandésa The Verlaines. Fue lanzado en 1991 por Slash Records, siento este el primer trabajo con esta discográfica.

## Lista de canciones
Todas las canciones fueron escritas por Graeme Downes.
1. "Gloom Junky" – 3:32
2. "Overdrawn" – 2:35
3. "Tremble" – 2:50
4. "Such As I" – 3:18
5. "Hurricane" – 2:25
6. "War in My Head" – 4:47
7. "Inside Out" – 2:29
8. "See You Tomorrow" – 3:36
9. "Hole in the Ground" – 3:31
10. "Ready to Fly" – 4:16
11. "Moonlight on Snow" – 4:02
12. "Hold On" – 3:28